# Kennedy-Brünnlein

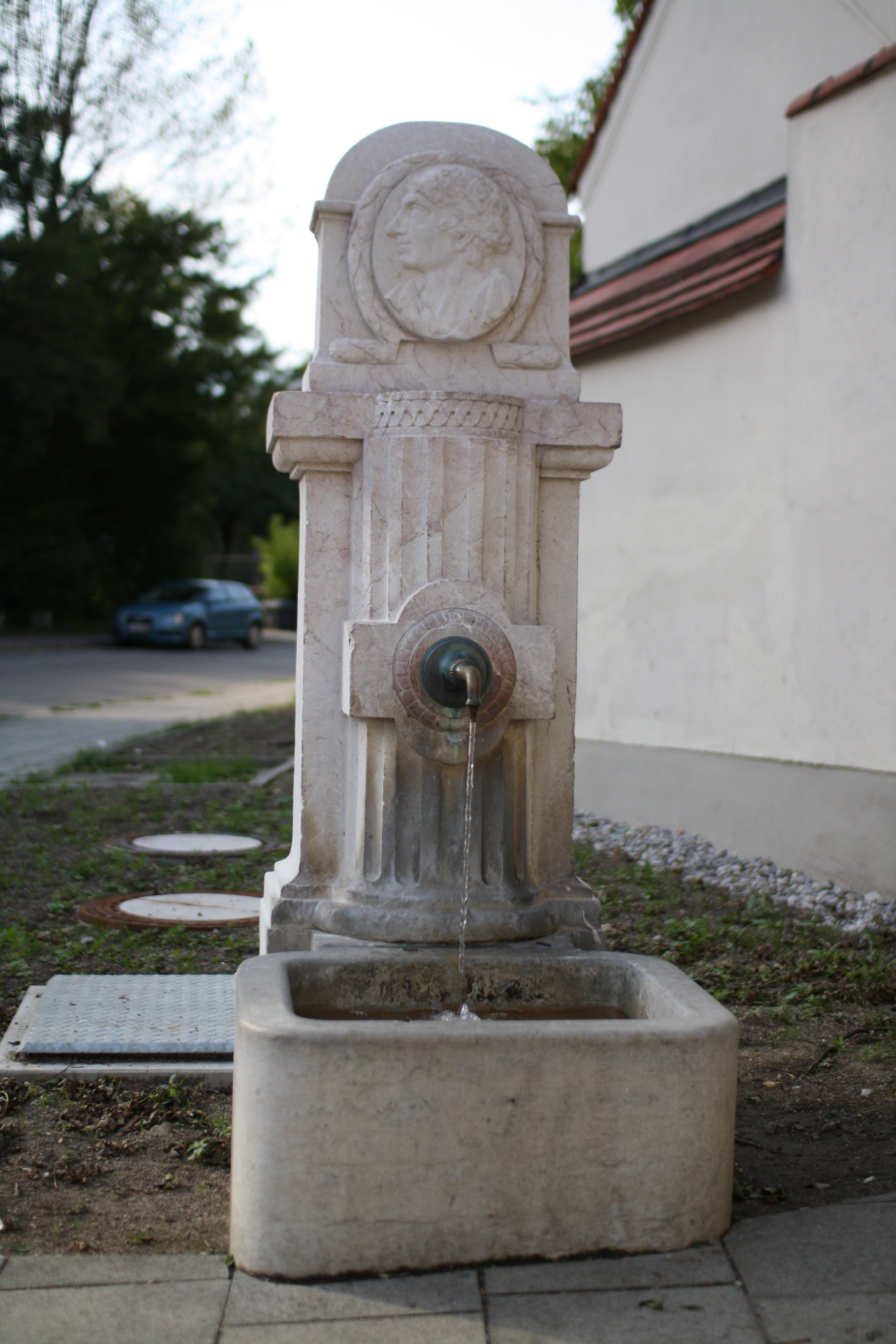
Kennedy-Brünnlein

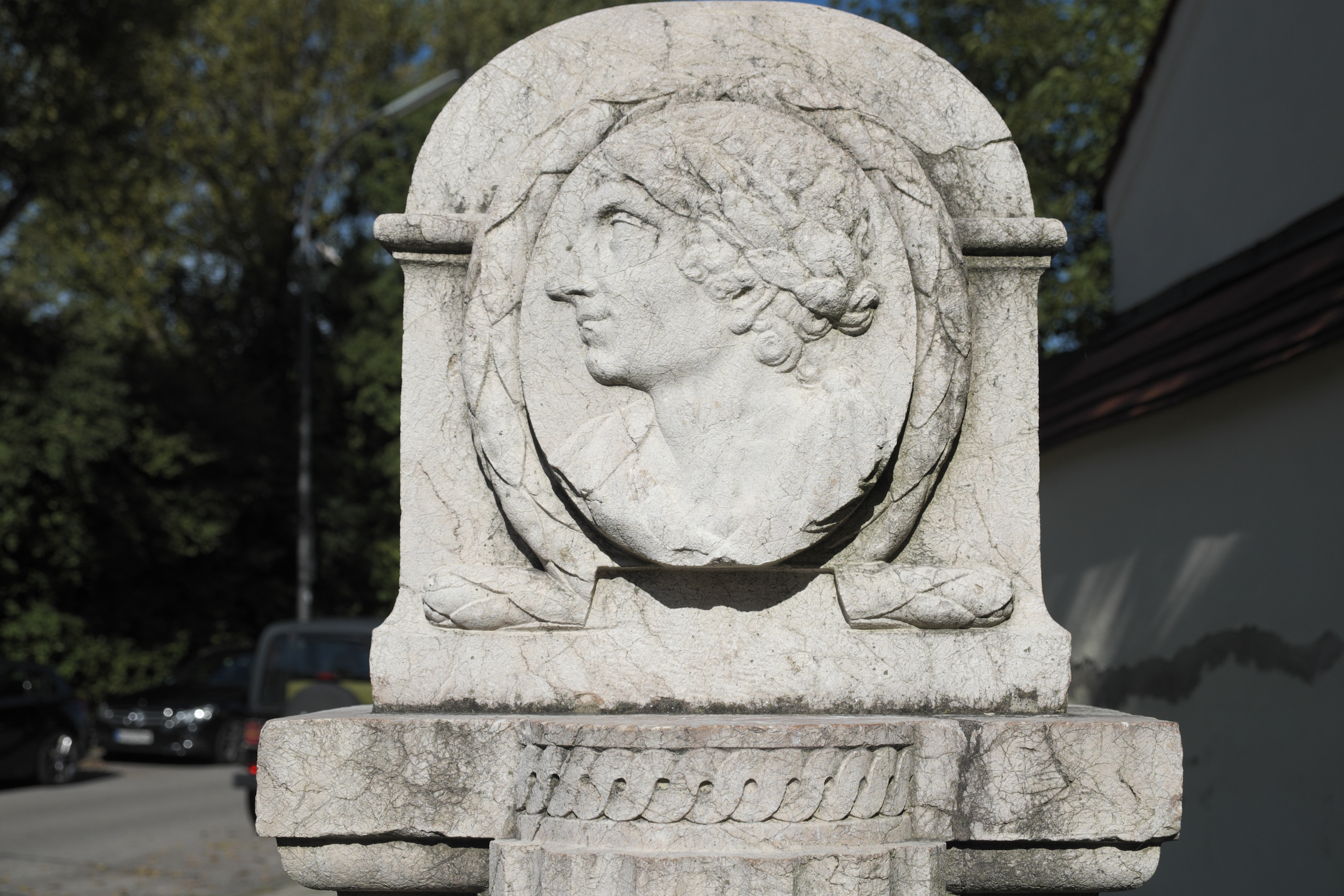
Reliefbildnis

Das sogenannte Kennedy-Brünnlein im Stadtteil Ramersdorf im Münchener Stadtbezirk 16 Ramersdorf-Perlach wurde 1927 errichtet. Der Brunnen, der sich ursprünglich an der Außenwand des ehemaligen Benefiziatenhauses neben der katholischen Pfarrkirche St. Maria in der Aribonenstraße 11 befand, wurde im Jahr 2010 vor den hinteren Eingang zum umfriedeten Kirchhof an der Aribonenstraße verlegt. Der Brunnen ist in der Winterpause mit einer aus Holz gefertigten Einhausung vor den Witterungseinflüssen geschützt.
Der Brunnentrog mit Aufbau besteht aus rotem Marmor im Stil des Neoklassizismus. Das Relief porträtiert den Gelehrten und Mitbegründer der Bayerischen Akademie der Wissenschaften, Ildephons Kennedy (* 20. Juli 1722 in Schottland; † 9. April 1804 in Regensburg), der bis zu seinem Tod ein Benefizium an der Ramersdorfer Kirche besaß.